# Iwermektyna
Iwermektyna (łac. ivermectinum) – mieszanina dwóch wielofunkcyjnych organicznych związków chemicznych pochodzenia półsyntetycznego, pochodnych jednego z produktów fermentacji Streptomyces avermitilis. Stosowana jako ogólnoustrojowy lek przeciwrobaczy u zwierząt i u ludzi, szczególnie w leczeniu onchocerkozy (ślepoty rzecznej) oraz miejscowo w leczeniu trądziku różowatego.
Handlowo dostępny preparat iwermektyny jest mieszaniną iwermektyny B1a w ilości nie mniejszej niż 90% i iwermektyny B1b (pochodna demetylowa iwermektyny B1a) w ilości nie większej niż 10%. 

## Mechanizm działania
Iwermektyna stymuluje uwalnianie kwasu γ-aminomasłowego (GABA) co powoduje zaburzenia przewodnictwa nerwowego u nicieni i stawonogów, natomiast ze względu na słabe przenikanie do płynu mózgowo-rdzeniowego nie powoduje zaburzeń neurologicznych u ssaków. Iwermektyna działa na kanały chlorkowe otwierane za pośrednictwem glutaminianu (GUCl−), które odgrywają kluczową rolę u nicieni i stawonogów, które natomiast nie są dostępne u kręgowców ze względu na słabe przenikanie leku do płynu mózgowo-rdzeniowego. Iwermektyna powoduje paraliż mięśni ściany ciała i gardzieli u nicieni.

## Zastosowanie
postać doustna
- ślepota rzeczna (onchocerkoza)[1]
- postać jelitowa węgorczycy[1]

Działanie na inne pasożyty takie jak glista ludzka, włosogłówka ludzka, owsik ludzki i wszy jest uważane za korzystny efekt uboczny.
postać do stosowania zewnętrznego
- trądzik różowaty (grudkowo-krostkowy)[6]

Iwermektyna znajduje się na wzorcowej liście podstawowych leków Światowej Organizacji Zdrowia (WHO Model Lists of Essential Medicines) (2015).
Iwermektyna jest dopuszczona do obrotu w Polsce (2018) jedynie w postaci kremu do stosowania zewnętrznego.

## Działania niepożądane
Iwermektyna może powodować następujące działania niepożądane u ponad 1% pacjentów: biegunka, nudności, zawroty głowy, świąd, w badaniach laboratoryjnych wzrost aktywności aminotransferazy asparaginianowej oraz aminotransferazy alaninowej oraz obniżenie liczby leukocytów.
W ciągu pierwszych trzech dni od podania leku w leczeniu onchocerkozy występują objawy związane z reakcją organizmu na rozpad mikrofilarii: gorączka, świąd, wysypka, bóle mięśni i stawów, hipotensja ortostatyczna, tachykardia, obrzęki, limfadenopatia, objawy żołądkowo-jelitowe, ból gardła, kaszel i ból głowy. Objawy są na ogół łagodne i ustępują po leczeniu objawowym.